# 尼尔帕马里县
尼尔帕马里（Nilphamari District）为孟加拉国朗布尔专区辖县，为孟加拉国北部边境县份，与印度接壤；1984年自朗布尔析置。县境北与西孟加拉接壤，南与朗布尔县毗邻，东与拉尔莫尼哈德县交界，西与班乔戈尔和迪纳杰布尔县（迪奈普）相连。全县年平均降雨量2,931毫米，平均气温11.2°C（最低）至32.3°C（最高）。县域总面积1,640.91公里²，总人口1,550,686人（1991），共分置6乡（乌帕齐拉）。